# FLIP-FLAP
FLIP-FLAP（フリップフラップ）は、双子姉妹・YUKO（ゆうこ、姉）とAIKO（あいこ、妹）（共に1980年1月6日 - ）によるタレントユニット。
千葉県船橋市出身。個人事務所「フォルティッシシモ」所属。本名：（旧姓：門井）優子（姉）、門井愛子（妹）。

## 略歴
2人とも船橋市立八木が谷小学校、船橋市立八木が谷中学校、千葉県立鎌ケ谷西高等学校卒業。
1998年1月、キューン・ソニー・レコード（現キューンミュージック）よりシングル「たんぽぽ」でCDデビュー。
2008年にYUKOが一般人と結婚。2011年に第1子の長男、2013年に第2子の長女、2015年に第3子の次男を出産。
2009年10月10日にAIKOが吉岡毅志と結婚したことを公式ブログで発表し、2012年7月にブログで妊娠5ヶ月と報告したが、2014年10月10日に離婚。
歌手、舞台、ドラマ、CM、モデルと様々な分野で活動している。

## 出演

### テレビ
- saku saku morning call（テレビ神奈川、1997年4月 - 1998年3月） - 司会
- Tokyo Days @（テレビ東京、1998年10月 - 1999年9月） - 司会
- jelly in the merry-go-round（テレビ東京、1998年） - 主演
- 原宿ふりふら堂（テレビ朝日、1999年4月 - 6月） - 主演
- ディズニー・トゥーン・タウン（テレビ東京、1999年4月 - 2000年3月）
- サンデー!CLUB Disney（テレビ東京、1999年4月 - 2000年3月）
- サンデーディズニー（テレビ東京、2000年4月 - 9月） - 司会
- フライデーディズニー（テレビ東京、2000年4月 - 2001年3月） - 司会
- オールスター感謝祭（TBS、1999年10月2日）
- 地上波防衛軍（TBS、2000年9月22日）
- Disney Time（テレビ東京、2000年10月 - 2001年3月） - 司会
- 地球たべもの大百科（NHK教育テレビ、2000年4月 - 2002年3月） - レギュラー
- 天才ビットくん（NHK教育テレビ、2001年4月 - ） - レギュラー（2005年4月以降は不定期）
- ツインズ探偵社2（テレビ東京、2004年4月 - 2005年3月） - レギュラー
- おはなしのくに 第4回「ももたろう」（NHK教育テレビ、2006年5月 - 6月） - 朗読と出演
- ゆるやかナビゲーション ゆるナビ（NHK総合テレビ、2006年4月 - 2007年3月） - レギュラー
- 医龍-Team Medical Dragon-（フジテレビ、2006年4月 - 6月） - 北岡恵（YUKO）、北岡望（AIKO） 役
- ものまねバトル40（日本テレビ）
- 芸能人格付けチェック2008お正月スペシャル（テレビ朝日、2008年1月1日） - ヘアメイクモデル
- 美の巨人たち（テレビ東京、2008年8月23日） - 浮田山荘 双子の天使 役
- 未来世紀シェイクスピア「真夏の夜の夢」（関西テレビ、2008年12月15日・22日） - パック 役
- あゝ極楽!湯けむりパチンコ旅（MONDO21）
- ためしてガッテン〜睡眠障害〜（NHK総合テレビ、2009年5月27日）
- 爆笑問題のニッポンの教養 FILE106「双子だけの秘密」（NHK総合テレビ、2010年4月13日） - ゲスト出演

### 舞台
- 空中ブランコ（2008年4月20日 - 5月5日、東京芸術劇場）

### アニメ
- ふしぎ星の☆ふたご姫（2005年） - アーダ、イーダ 役

### 映画
- イケルシニバナ（2005年） - 奇妙な幼稚園児 役
- ema～ホントウノコト～（2016年）第8回オイド短編映画祭「作品賞」受賞作品

### PV
- ALI PROJECT「刀と鞘」（2010年）

### ゲーム
- ロストオデッセイ（2007年、Xbox 360） - クック、マック 役

## CD

### シングル
|      | 発売日        | タイトル                 | 収録曲 | 備考                                                                                                  |
| ---- | ------------- | ------------------------ | --- | --- |
| 1st  | 1998年1月21日 | たんぽぽ                 | 1. たんぽぽ 2. たんぽぽ（オリジナル・カラオケ）                                                                                   | |
| 2nd  | 1998年5月2日  | ふたりの浜辺で           | 1. ふたりの浜辺で 2. どうして 3. ふたりの浜辺で（オリジナルカラオケ）                                                             | - 2曲ともデビューアルバムからのシングルカット                                                         |
| 3rd  | 1998年5月30日 | うちへ帰ろう             | 1. うちへ帰ろう 2. うちへ帰ろう（オリジナルカラオケ）                                                                             | 『うちへ帰ろう』 - コカ・コーラ「なごみ緑茶」CMソング - デビューアルバムからのシングルカット          |
| 4th  | 1998年9月9日  | everything!              | 1. everything! 2. everything!（オリジナルカラオケ）                                                                               | |
| 5th  | 1998年12月2日 | ハプニングス happenings  | 1. ハプニングス happenings 2. else 3. ハプニングス happenings（オリジナルカラオケ）                                               | 『ハプニングス happenings』 - TBS「さんまのからくりTV」テーマソング 『else』 - アルバム未収録曲       |
| 6th  | 1999年4月29日 | 小さな光                 | 1. 小さな光 2. 旅行に行こう 3. 小さな光（オリジナルカラオケ） 4. 旅行に行こう（オリジナルカラオケ）                               | 『小さな光』 - テレビ朝日系ドラマ「原宿ふりふら堂」テーマソング                                       |
| 7th  | 1999年7月1日  | 夏休み                   | 1. 夏休み 2. 夏休み（オリジナルカラオケ） 3. カントリーロードチルアウト                                                           | |
| 8th  | 1999年10月1日 | Liv la la la Luv         | 1. Liv lala Luv 2. Liv lala Luv（オリジナルカラオケ） 3. 虹（マクタンビーチ バージョン）                                          | - 初のマキシシングル 『虹』 - 電気グルーヴのカヴァー                                                  |
| 9th  | 2000年6月7日  | キスしたい男             | 1. キスしたい男 2. NOT GUILTY! | 2曲ともアルバム未収録曲                                                                               |
| 10th | 2001年12月5日 | キミを連れて風を感じて   | 1. キミを連れて 風を感じて 2. 月になりたい 3. まだまだ何でさみしいの?                                                             | - 『キミを連れて風を感じて』 - NHK教育テレビ「天才ビットくん」2002年2月8日、2月15日エンディングテーマ |
| 11th | 2005年4月27日 | プリンセスはあきらめない | 1. プリンセスはあきらめない 他 | 『プリンセスはあきらめない』 - テレビ東京『ふしぎ星の☆ふたご姫』オープニングテーマ                    |
| 12th | 2006年4月26日 | キミのアシタ             | 1. キミのアシタ 2. みらくる☆じぇみに Gyu! 3. キミのアシタ （オリジナルカラオケ） 4. みらくる☆じぇみに Gyu! （オリジナルカラオケ） | 『キミのアシタ』 - テレビ東京「ふしぎ星の☆ふたご姫 Gyu!」オープニングテーマ                           |

### アルバム
|      | 発売日         | タイトル            | 収録曲 | 備考                                                               |
| 1st  | 1998年4月22日  | Jungle Django Jumbo | 1. FLIP FLAP＃1 2. Jungle Django Jumbo 3. たんぽぽ 4. どうして 5. What’s newてゆうか買ってよ 6. ふたりの浜辺で 7. とんたんとんたん 8. Natural 9. clip clap 10. 私は強いの改めおなかがいたいの 11. THE HUSTLE 手紙REMIX 12. うちへ帰ろう 13. FLIP FLAP＃2                                                                      | - KSC2-214/5（生産限定写真集付き） - KSC2-216（通常盤）            |
| mini | 1999年4月29日  | FLIP FLAP e.p       | 1. バランス 2. 旅行に行こう 3. 小さな光 4. あなただけ見ているの 5. たんぽぽから～flor amarela | - KSC2-273 - 初回限定紙ジャケット仕様 - 花王「ロリエ」CMソング収録 |
| 2nd  | 1999年11月3日  | Liv la la la Luv    | 1. 春はあけぼの 2. ハプニングス~happenings 3. everything! 4. 旅行に行こう 5. 夏は夜 6. たんぽぽ 7. Liv la la la Luv 8. バランス 9. 秋は夕暮れ 10. 君のお世話をしたい 11. 夏休み(オリジナル・ヴァージョン) 12. 私は強いの 13. 冬はつとめて 14. 小さな光 15. 枕草子でおやすみ 16. カントリーロードチルアウト 17. ふりふらマンボ | - KSC2-316 - 初回限定スリーブケース仕様                            |
| 3rd  | 2002年12月18日 | forever             | 1. Go!Go!Red Shoes 2. まだまだ何でさみしいの? 3. カモミール 4. キミを連れて風を感じて 5. 月になりたい 6. forever 7. 友達でいようよ(graduation 2003) | - LPTC-004 - DVD付き                                               |